# SEK.ost
Spieleentwicklungskombinat GmbH (SEK.ost) – niemiecki producent gier komputerowych istniejący w latach 1998–2014.

## Historia
SEK.ost zostało założone w 1998 r. w Berlinie przez Carolin Batke, Thomasa Langhanki, Ingo Neumanna i Carstena Orthbandta. Pierwotnie nazwana Das Kombinat, już w 2000 r. została przemianowana na tę, pod którą stała się później znana. Pełna nazwa SpieleEntwicklungsKombinat, logo oraz strona internetowa producenta nawiązywały do czasów komunizmu i istniejących wówczas kombinatów. Twórcy rozpoczęli pracę nad Wiggles’ami – strategią, która miała się charakteryzować wulgarnością i wzbudzać kontrowersje, co starano się podkreślać w trakcie kampanii promocyjnej. Gra zadebiutowała w 2001 r., lecz premiera ta nie obyła się bez wprowadzenia kilku zmian, np. na rynek australijski i amerykański, tytuł gry został zmieniony na The Diggles, aby uniknąć skojarzeń z australijskim dziecięcym zespołem o tej samej nazwie. Ostatecznie, gra (poza Niemcami) nie odniosła znaczącego sukcesu, zaś samo studio stało się w sierpniu 2001 r. częścią Sunflowers, które kupiło 30% akcji firmy. Ze wsparciem finansowym wydawcy, kontynuowano prace nad nową grą o tytule ParaWorld. Ten osadzony w alternatywnym świecie RTS, gdzie ludzie egzystują wraz z dinozaurami, pojawił się w 2006 r, i podobnie jak poprzednie dzieło twórców, sprzedała się poniżej oczekiwań wydawcy (liczono na sprzedaż rzędu 500 000 sztuk; ostatecznie sprzedano ok. 100 tysięcy sztuk), co zadecydowało o zerwaniu współpracy z SEK.ost; a sam zespół został rozwiązany w styczniu 2007 r.

## Wyprodukowane gry
| Tytuł     | Rok  | Wydawca                                | Platforma         | Uwagi |
| --------- | ---- | -------------------------------------- | ----------------- | --- |
| Wiggles   | 2001 | Innonics; Strategy First; CD Projekt   | Microsoft Windows | Według Innonics, gra w samych Niemczech sprzedała się w nakładzie 100 tysięcy egzemplarzy |
| ParaWorld | 2006 | Sunflowers; Deep Silver; Nicolas Games | Microsoft Windows | Przy produkcji gry uczestniczyło studio Funatics. Gra powstała na autorskim silniku PEST, zaś jednymi z głównych inwestorów gry byli Unia Europejska oraz Investitionsbank Berlin (program „Promocja innowacji”) Koszt gry: 8 mln € |